# Convento di Santa Maria del Giglio
Il convento di Santa Maria del Giglio si trova a Bolsena (Viterbo) e fu iniziato al principio del XVII secolo, dopo che la comunità locale decise di costruire una chiesa sul posto del piccolo capitello votivo medievale dedicato alla Madonna del Giglio.

## Storia

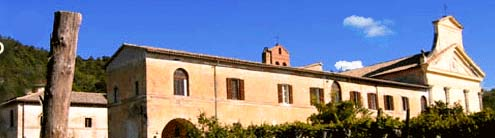

Nel 1626 il chiostro era già terminato e affrescato, era quindi completato il primo corpo dell'edificio sorto dove prima era solo un piccolo caseggiato per i 'santesi' custodi dell'originario santuario.
Sul crocevia delle strade per Viterbo-Roma e Orvieto, sembra essere stato un luogo ideale di sosta per i pellegrini della Via Francigena che volessero deviare per Orvieto e visitare, dopo l'altare del miracolo eucaristico sulla tomba di santa Cristina in Bolsena, anche la cappella del miracolo del duomo di Orvieto, sede vescovile. Sufficiente per le esigenze dei primi frati che presero in cura il santuario, il convento cominciò a diventare troppo piccolo a metà del XVIII secolo quando, grazie al contributo del Cardinale Lorenzo Cozza, bolsenese di adozione, ma proveniente dal vicino paese di San Lorenzo Nuovo, fu ingrandito con l'aggiunta di due bracci verso ovest. Nel XIX secolo si aggiunse un piano sull'ala nord. Il convento arrivò ad ospitare più di 70 persone stabilmente residenti. Dal secondo dopoguerra cominciò una progressiva diminuzione della presenza dei frati.
Attualmente proprietà della Provincia Romana dei frati minori, che lo riacquistò dallo Stato dopo l'esproprio del 1870, è dal 1997 gestito dall'associazione "Punti di Vista" che vi conduce, tra le altre attività, una casa per ferie, continuando la manutenzione ed il progressivo recupero; l'associazione promuove lo scambio di conoscenza e culture, uno stile di vita sobrio e rispettoso delle persone e dell'ambiente, anche attraverso turismo per tutti, arte, scambi culturali, seminari, iniziative di solidarietà, condivisione e trasformazione sociale. Fa parte dell'Associazione una comunità laica, ma francescana in spirito, di persone che abitando nel convento sperimentano la condivisione, il lavoro comune, la semplicità dei ritmi naturali e si occupano dell'accoglienza.
Nel centro d'Italia, vicino alle rive del lago vulcanico più grande d'Europa, nella città del miracolo eucaristico e lungo il percorso dei pellegrini della via Francigena, una struttura e una tradizione antica di ospitalità e creazione di pace sono reinterpretate con eclettismo e creatività: attivarsi, confrontarsi, cercare, meditare, lavorare insieme per creare pezzi di mondo improntati all'armonia, all'unità, a relazioni non violente.